# 中之島 (大阪府)

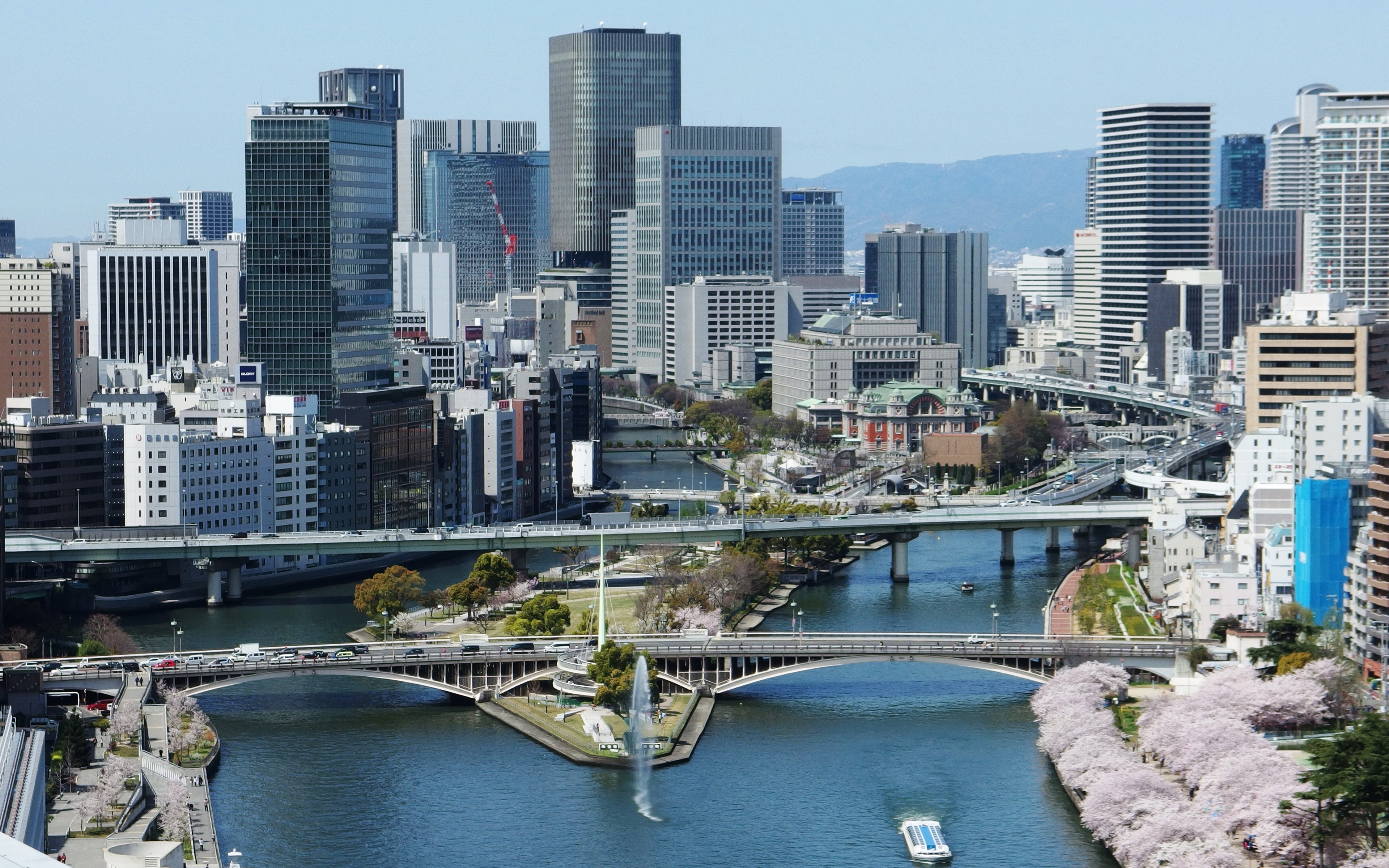
自下游的安治川方向眺望的中之島全景

中之島（日语：中之島）是一位於日本大阪市北區，堂島川與土佐堀川所包圍的一個東西寬3公里、面積723,266平方公尺的細長型沙洲。島上有知名的中之島公園與大量的高層建筑，京阪電車中之島線由天滿橋站分岔並橫斷整座島。
自明治時代以來中之島就一直是大阪的政商中心所在地，大阪市役所即座落于此，除此之外島上也有不少大型企業的總公司或大阪分公司進駐。大阪大學創校時的校園亦位於此，1993年遷至吹田市後改建為大阪大學中之島中心。
34°41′30″N 135°29′28″E / 34.691722°N 135.491021°E